# Илланна (ретрофлексная)

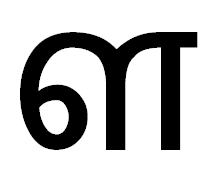

Илланна (இள்ளன்னா) — 29-я буква тамильского алфавита, обозначает боковой ретрофлексный сонант, при произнесении кончик языка загибается кверху и назад, упираясь своей нижней стороной в твёрдое нёбо и образуя преграду, которую воздух обтекает по сторонам. Встречается в середине слова в интервокальном положении и в сочетании с шумными фрикативными, а также в конце слова. По тамильской классификации согласных относится к группе идаийинам (இடையினம்). Как графический элемент, буква илланна используется при написании букв уванна (ஊ) и ауванна (ஔ) и в этом качестве может быть сопоставлена с сингальским знаком гаянукитта.